# Christian Duarte
Christian David Duarte Chávez (Tegucigalpa, Honduras, 15 de septiembre de 1991) es un economista hondureño. Es el secretario de Finanzas de Honduras en el gobierno de Xiomara Castro, desde el 11 de septiembre de 2024.

## Biografía
Tras obtener su licenciatura en Economía en la Universidad Nacional Autónoma de Honduras (2011-2015), en febrero de ese año se incorporó al Banco Mundial como economista auxiliar, donde laboró hasta junio de 2016. Posteriormente, se unió al Foro Social de Deuda Externa y Desarrollo de Honduras (Fosdeh), desempeñándose como encargado de proyectos y analista económico. 
En 2017, se incorporó a la función pública como jefe de Fiscalización de Ingresos Públicos en el Tribunal Superior de Cuentas (TSC), el órgano contralor del Estado hondureño. En 2022, concluyó una maestría en Ciencias Políticas y Gobierno en la Facultad Latinoamericana de Ciencias Sociales.
Desde el 27 de enero de 2022, ha desempeñado diversos cargos dentro del gobierno de Xiomara Castro, entre ellos subdirector y luego director del Servicio de Administración de Rentas (SAR). Desde el 11 de septiembre de 2024, ejerce como titular de la Secretaría de Finanzas. Además, funge como gobernador titular ante el Banco Centroamericano de Integración Económica.